# 970

970(구백칠십)은 969보다 크고 971보다 작은 자연수다.

## 수학
- 합성수로, 그 약수는 1, 2, 5, 10, 97, 194, 485, 970이다. 진약수의 합은 794이므로, 974는 부족수다.
- 20번째 칠각수다. 앞의 칠각수는 874, 다음은 1071이다.
- {\displaystyle 970=21^{2}+23^{2}}
  - 연속하는 두 홀수의 제곱합으로 나타낼 수 있으며, 이 성질을 지닌 앞의 수는 802, 다음 수는 1154다.

## 과학
- NGC 970(영어판): 삼각형자리 방향에 있는 상호작용은하.

## 군사
- U-970(영어판, 독일어판): 제2차 세계 대전에 사용된 나치 독일의 군용 잠수함.

## 문화유산
- 대한민국의 보물 제970호: 대방광원각수다라료의경(언해) 권상 1의1, 2의1~3, 권하1의1~2, 2의2~3

## 방송
- 지니 TV의 EDU TV 채널 번호.
- B tv의 Ball TV 채널 번호.
- B tv 케이블의 맥스포츠 채널 번호.

## 기타
- 연도: 970년, 기원전 970년
- 970년대